# Таке, Андре
Андре Таке (фр. André Tacquet, лат.  Andrea Tacquet ; 23 июня 1612,  Антверпен, Фландрия, Республика Соединённых провинций (ныне Бельгия) — 22 декабря 1660,  Антверпен) — брабандский бельгийский математик, иезуит. Педагог. Профессор математики в иезуитских коллегиях Лувена и Антверпена.

## Биография
Родился в семье торговца. В 1629 году вступил в орден иезуитов. Обучался в Иезуитском колледже в Антверпене. С 1631 по 1635 год изучал математику, физику и логику в университете Лёвена. Ученик Грегуара де Сен-Венсана и Франсуа д'Агилона. Позже, некоторое время, изучал греческий язык и поэтику в Брюгге. С 1640 года изучал теологию в Лувене, позже преподавал там математику. С 1644 года преподавал математику в колледже в Лувене, затем — в колледже в Антверпене (с 1645 по 1649 год и с 1655 по 1660 год). Рукоположён в 1664 году. На протяжении всей своей жизни Таке был верным служителем церкви и ордена иезуитов.
Со временем стал блестящим математиком, пользующимся международной славой, его работы часто перепечатывались и переводились (на итальянский и английский языки).
Был профессором в колледжах иезуитов в Лувене и Антверпене.

## Научная деятельность
Основные исследования Андре Таке относятся к геометрии и истории математики.
Автор нескольких математических работ. В книге «Теория и практика арифметики» (1656) он, хотя и не пользовался буквенными обозначениями величин, доказал ряд теорем, в частности нашёл сумму бесконечно убывающей геометрической прогрессии, применив предельный переход (эту формулу тем же методом получил Эванджелиста Торричелли), определил число комбинаций из n-элементов по m. Изучал квадратуру и кубатуру тел. В работе «Четыре книги о цилиндриках и кольцах» (1651) применил метод исчерпывания для вычисления кубатуры некоторых тел. Издал учебник «Астрономия», посмертно вышел его труд «Opera mathematica» (1669).
Сторонник теории Евклидовой геометрии и философии Аристотеля, противник метода неделимых. Работы А. Таке повлияли на деятельность Блеза Паскаля и его современников.
Внёс крупный вклад в астрономию, сферическую тригонометрию, практическую геометрию и фортификацию.

## Труды
- Cylindricorum et annularium libri IV, Antwerp, 1651.
- Elementa geometriae, Antwerp, 1654.
- Arithmeticae theoria et praxis, Louvain, 1656.
- Сylindricorum et annularium liber V, Antwerp, 1659.
- Elementa Euclideae, geometriae, Amsterdam, 1725.

## Память
- В честь Андре Таке назван небольшой лунный кратер недалеко от южного края Моря Ясности на северо-востоке видимой стороны Луны.